# Grå kæmpekænguru
Grå kæmpekænguru (Macropus giganteus) er en kænguru, der er vidt udbredt i den østlige del af det australske fastland og desuden findes på Tasmanien. Grå kæmpekænguru findes både i tørre skove og i busk- og hedelandskaber såvel som i landbrugsland. 
Den er blevet almindeligere i nogle områder, fordi den har kunnet udnytte kunstige vandhuller for kvæget. Det er et flokdyr, der samles hvor der er rigelig føde. Hvor arten gør skade på afgrøder, græsgange eller hegn, er det tilladt at regulere bestanden ved jagt.